# Џејми Скин
Џејми Скин (енгл. Jamie O'Brien Skeen; Фејетвил, Северна Каролина, 2. мај 1988) је амерички кошаркаш. Игра на позицији крилног центра.

## Биографија
Скин је колеџ каријеру провео на универзитету Вејк Форест где је наступао од 2006. до 2008. и Вирџинији на где је наступао од 2009. до 2011. Након што није изабран на НБА драфту, сениорску каријеру почиње у Француској, у Асвелу где је имао прилике да наступа у Еврокупу у којем је на 6 утакмица бележио 3,3 поена и 1,5 скок. Најбољу утакмицу у Еврокупу одиграо је на гостовању против Валенсије када је постигао 7 поена, уз 4 скока и 1 асистенцију. У децембру 2011. године потписује за Ирони Ашкелон где је провео остатак сезоне и просечно бележио 9,2 поена и 4,9 скокова по утакмици у првенству Израела. Наредну сезону је такође провео у Израелу, у екипи Макаби Ашдод. Наредне сезоне се преселио у Италију, где је наступао за Сутор Монтегранаро до марта 2014. и просечно бележио на 24 утакмице у првенству Италије 11,1 поен и 4,3 скока. У марту се преселио у Порто Рико и потписао за Касиквес де Умакао, где је провео остатак сезоне. У јулу 2014. се враћа у Европу и потписује за Монс-Ено. Сезону 2015/16. је пропустио због повреде, а сезону 2016/17. проводи у Пећи. У јулу 2017. потписује двогодишњи уговор са Партизаном. Ипак након што није прошао лекарске прегледе, клуб је одлучио да раскине уговор са њим 18. августа 2017. године. Наредног месеца, потписао је за фински Коувот.